# Tukaner
Tukaner (Ramphastidae) är en familj inom ordningen hackspettartade fåglar med cirka 40 arter i Syd- och Centralamerika. Dessa fåglar har de största näbbarna i förhållande till sin kroppsstorlek, upp till en tredjedel av kroppen. Denna stora näbb används för termoreglering, men kan även ha flera andra nyttiga egenskaper, som att hjälpa vid födosök, partnerval samt att skrämma fiender. Precis som andra hackspettartade fåglar har de även zygodaktyla fötter, vilket innebär att de har två klor fram och två bak, till skillnad från de flesta fåglar som har tre fram och en bak. Detta ger dem utmärkt greppförmåga. Med sina starka färger och stora näbb, går de inte att ta miste på. De lever i grupper och lever av bär, frön, insekter, spindlar och undantagsvis andra fågelarters ungar. Maten plockas upp med spetsen på näbben och dess långa tunga. Tukaner kan vara högljudda. De är ofta väldigt territoriella, och inte sällan aggressiva mot andra djur, varför vissa fågelexperter hävdar att dessa fåglar är bland de jobbigaste av alla att arbeta med i djurparker. Ett par håller ihop i flera år. En gång om året lägger honan 2-4 ägg i boet uppe i ett trädhål. Båda föräldrarna ruvar äggen, som kläcks efter ungefär två veckor. Ungarna lämnar boet när de är cirka åtta veckor gamla. Den går att tämja precis som en papegoja, och dess vackra fjädrar är mycket omtyckta som dekoration. Namnet tukan kommer från portugisiskans tucano, ett ord upptaget ur tupí-guaraní.
Stjärnbilden Tukanen är uppkallad efter dessa fåglar.

## Systematik
Efter AviList:
- Släkte Ramphastos — typiska tukaner (7 arter)
- Släkte Pteroglossus — arassarier (12 arter)
- Släkte Aulacorhynchus — gröna tukanetter (8 arter)
- Släkte Andigena — bergtukaner (4 arter)
- Släkte Selenidera — flerfärgade tukanetter (6 arter)

## Källhänvisningar
1. ↑  Svenska Akademiens ordbok: tukan (tryckår 2009)
2. ↑  BirdLife Sverige: Taxonomikommittén. 2025. Officiella svenska namn på alla världens fågelarter, version 2025. https://birdlife.se/tk/svenska-namn-pa-varldens-faglar/
3. 1 2  AviList Core Team. 2025. AviList: The Global Avian Checklist, v2025. https://doi.org/10.2173/avilist.v2025
4. ↑  Tatersall et al (2009)

- Tattersall, G. J. et al. (2009) Heat Exchange from the Toucan Bill
- Reveals a Controllable Vascular Thermal Radiator, Science, vol 325, 468-470